# Målform
|  | Denne artikel omhandler norske målformer. For andre målformer, se standardsprog. |
Målform er det ord, norske love og myndigheder bruger om de to officielle norske skriftsprogsnormaler bokmål og nynorsk. De to målformer er sidestillet i alle organer for stat, fylkeskommune og kommune. Elever i videregående skole og i grundskolens højere klassetrin kan frit vælge, hvilken målform de vil have som hovedmål.
Staten kontrollerer de to skriftsprogsnormaler gennem forvaltningsorganet Norsk Språkråd, men normerer ikke udtalen. Målform er synonymt med standardsprog eller normalsprog, men i andre lande er det almindeligt, at også udtalen af standardsprogene normaliseres, enten officielt eller de facto. Dette er tilfældet i for eksempel svensk, dansk, engelsk og tysk.
Valget af ordet målform har sprogpolitiske konnotationer. I modsætning til normalsprog antyder det ikke at dialekter ikke er "normale". Videre angiver det, at bokmål og nynorsk er former af samme sprog, og ikke adskilte skandinaviske sprog på linje med dansk og svensk.
Målform har fået en vis brug også udover den officielle betydning. For eksempel omtales riksmål af og til som en målform.